# Rudolph Carl Gorman
Rudolph Carl Gorman (ur. 26 lipca 1931, zm. 3 listopada 2005) – bardziej znany jako R.C. Gorman, współczesny amerykański artysta z indiańskiego plemienia Nawahów, ceniony malarz i rzeźbiarz, surrealista zwany "Picassem amerykańskich Indian", właściciel galerii w Taos, w Nowym Meksyku.

## Życiorys
Urodzony w Chinle, w Arizonie i wychowany w rezerwacie północnoamerykańskich Indian Nawaho, od dziecka lubił rysować i malować na skałach i w piasku oraz rzeźbić w glinie. Prawdziwą sztuką zainteresował się, jak sam twierdził, dzięki nauczycielce Jenny Lind z prezbiteriańskiej szkoły misyjnej w Ganado, do której uczęszczał. Po ukończeniu służby wojskowej w marynarce wojennej studiował literaturę i sztukę w koledżu w Northern Arizona University, a w 1958 otrzymał stypendium Rady Plemiennej Nawahów na studiowanie sztuki w koledżu w mieście Meksyk (gdzie poznał m.in. sławnego artystę Diego Riverę. Później studiował też – i pracował jako model – na San Francisco State University.
W 1968 przeniósł się z Kalifornii do Nowego Meksyku, gdzie w Taos otworzył swoją własną galerię – jedną z pierwszych galerii sztuki należących do Indianina w USA. Szybko stał się cenionym przez krytyków i kolekcjonerów malarzem i rzeźbiarzem, zajmował się także ceramiką i litografią. Malowane przez niego żywymi kolorami wdzięczne kobiece postaci – często o obfitych kształtach i owinięte w koc – rozpoznawane są w wielu krajach. Przez lata tworzył w różnych stylach i technikach, w swoich obrazach ukazywał często charakterystyczne nawajskie koce, ceramikę i motywy z piaskowych obrazów. Niektóre z jego dzieł były mistyczne, inne surrealistyczne.
W 1973 był jedynym żyjącym indiańskim artystą, którego prace znalazły się na wystawie "Arcydzieła Amerykańskich Indian" w Metropolitan Museum of Art (MoMa) w Nowym Jorku, a jedna z jego prac znalazła się na okładce katalogu wystawy. Dziesięć lat później doczekał się swojej pierwszej biografii (R.C. Gorman: A Portrait). Jako miłośnik dobrej kuchni, zredagował cztery książki kucharskie ilustrowane własnymi rysunkami (Nudes and Food). Wiele prac rozdawał przyjaciołom lub oddawał na cele społeczne. W 2003 swoją bibliotekę ofiarował rezerwatowej szkole Dine College w Tsaile, w Arizonie.
Ceniono go nie tylko za jego twórczość, ale i za rolę, jaką odegrał we wprowadzeniu współczesnych tubylczych artystów w główny nurt światowych sztuk pięknych. Harvard University uhonorował go "za znaczący wkład w amerykańską sztukę i kulturę amerykańskich Indian". Gubernator stanu Nowy Meksyk Bill Richardson mówił o nim z uznaniem, że jest "jednym z najwybitniejszych indiańskich artystów wszech czasów", a gazeta "The New York Times" nazwała go "Picassem amerykańskich Indian".
Jesienią 2005 zachorował na zapalenie płuc w swoim domu-pracowni w pobliżu Taos. Zmarł w klinice University of New Mexico w Albuquerque. Na polecenie gubernatora flagi na budynkach stanowych opuszczono wówczas do połowy masztów.
Wśród znanych posiadaczy jego wysoko cenionych obrazów są m.in.: Elizabeth Taylor, Danny DeVito, Arnold Schwarzenegger, Barry Goldwater, Gregory Peck, Lee Marvin, Jacqueline Kennedy-Onassis i Andy Warhol. Do jego uczniów, znanych już i cenionych na rynku indiańskiej sztuki współczesnej, należą m.in.: Dan Namingha, Miguel Martinez i Antonio Roybal.
Jego ojciec Carl Gorman był nawajskim malarzem i nauczycielem, a podczas II wojny światowej służył w armii USA jako jeden ze słynnych później nawajskich szyfrantów. Matka nazywała się Adele Katherine Brown.